# Henny de Ruijter

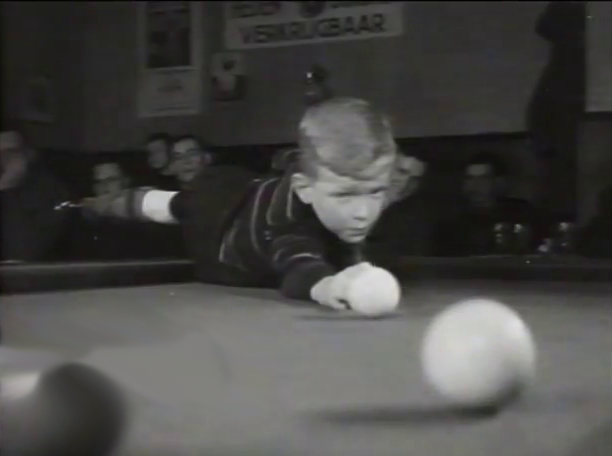
Der junge Henny 1937 bei einer Vorführung im väterlichen Café aufgenommen (Polygoon)

Henny de Ruijter oder Ruyter (ältere Schreibweise) (* 24. Dezember 1929 in Waalwijk, Niederlande; † 12. April 2013 ebenda)  war ein niederländischer Karambolagespieler in der Disziplin Dreiband und Unternehmer.

## Karriere
Durch seinen älteren Bruder Kees de Ruijter entwickelte sich Henny zu einem der besten Dreibandspieler der Niederlande. Er war der Erste, der mit einem Generaldurchschnitt (GD) von mehr als 1.000 den nationalen Titel gewann. De Ruijter war bekannt für seine „reine“ Technik. Mit seinem Team „Van den Brand“ gewann er mehrere nationale und internationale Titel. Auf nationaler Ebene stand Henny von 1957 bis 1967 jedes Jahr im Finale, gewann fünf Mal die Goldmedaille bei den Niederländischen Dreiband-Meisterschaften, wobei Altmeister Herman Popeijus und die Neulinge Cees van Oosterhout und Rini van Bracht seine größten Konkurrenten waren. 1974 gewann er mit Bronze seine letzte nationale Medaille. International war er ebenfalls gut aufgestellt, musste sich aber gegen den „unbesiegbaren“ Raymond Ceulemans behaupten. De Ruijter gewann 1961 Silber bei der Europameisterschaft und 1971 Bronze bei der Weltmeisterschaft.

### Unternehmer
Von seinem Vater Dirk de Ruijter übernahm er das „Café City“ am Markt in Waalwijk, das er zusammen mit seiner Frau Annie sehr erfolgreich führte. Das Billard spielte im Café eine wichtige Rolle, zwischen den Trainingseinheiten betreute er seine Kunden. Mitte der 80er Jahre mussten sich Henny und Annie aus gesundheitlichen Gründen vom Geschäftsbetrieb zurückziehen und übergaben es an ihren gleichnamigen Sohn, der es bis dato weiterführt.

## Ehrungen
- Waalwijk ehrte die Brüder mit der Benennung der „Kees en Henny de Ruijterstraat“.⊙

## Erfolge
- Dreiband-Weltmeisterschaft:  1971
- Dreiband-Europameisterschaft:  1961
- Niederländische Dreiband-Meisterschaft:  1960, 1961, 1962, 1964, 1967  1957, 1959, 1963, 1965, 1966, 1971  1954, 1970, 1974